# Labliau
Pour les articles homonymes, voir Abele (homonymie).
Labliau (en néerlandais : Abele) est un village de la ville belge d’Enghien située en Région wallonne dans la province de Hainaut.
Il fait partie de l'ancienne commune de Marcq qui est aujourd'hui une section d’Enghien.

## Histoire

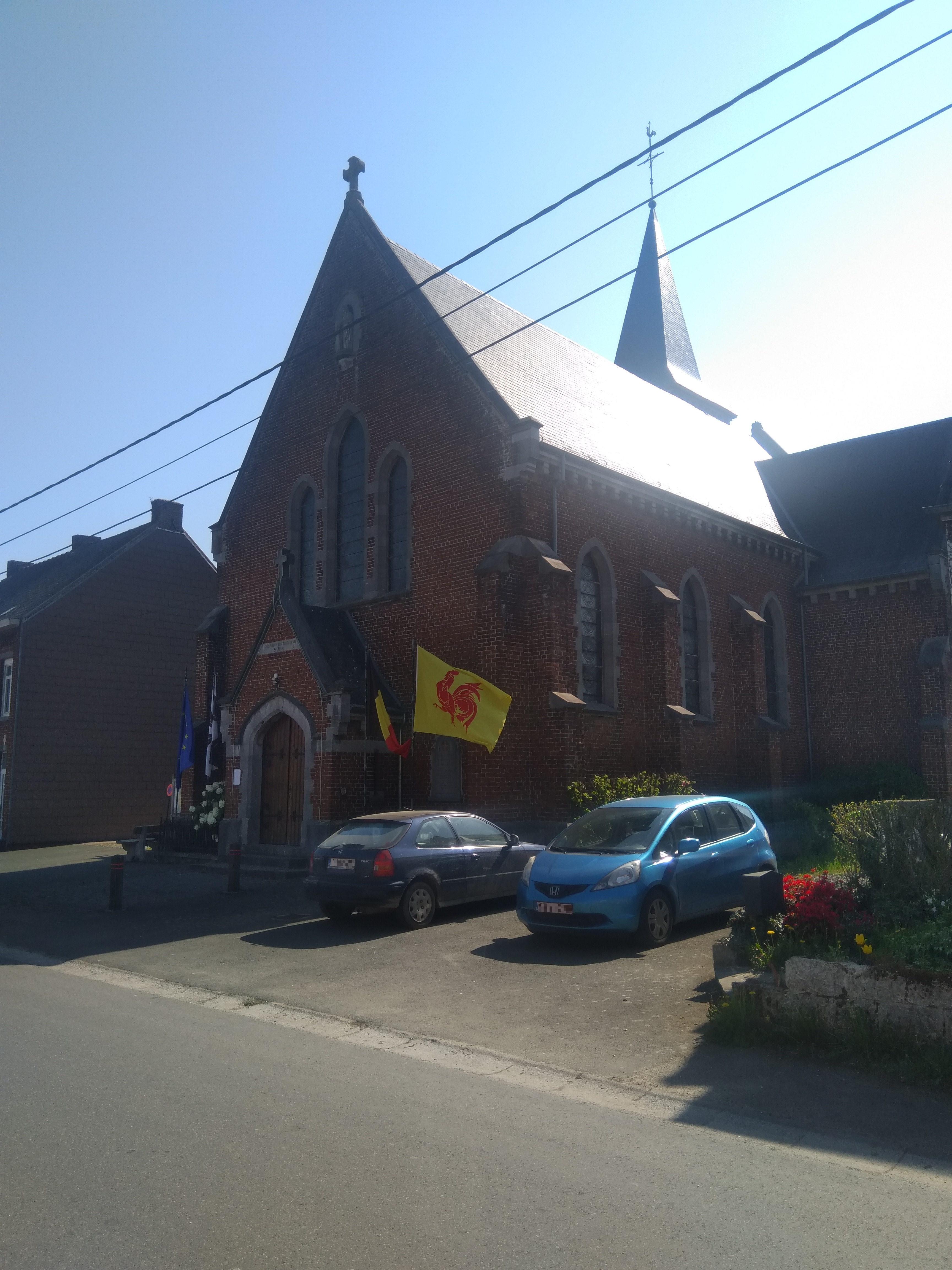
Église Sainte-Anne

Une première chapelle en l'honneur de sainte Anne a été construite en 1619. Elle est ensuite agrandie en 1690 jusqu'à former le chœur actuel. Labliau reçoit son premier vicaire en 1786, Nicolas Joseph Paternostre. En 1896, un arrêté royal de Léopold II érige l'église en succursale et promeut la création de la Fabrique d'église. À partir de 1901, une souscription est lancée pour la construction de l'église actuelle, dont la première pierre est posée le 23 mai 1904. Elle sera inaugurée l'année suivante. Le clocher a été abattu par la foudre et reconstruit en 1980. La cloche en bronze, nommée Gertrude, date de 1619.